# نادي الهلال السعودي لكرة الطائرة
فريق الهلال لكرة الطائرة هو الفريق الأول لرياضة كرة الطائرة بنادي الهلال السعودي، ويعتبر واحد من أكثر فرق كرة الطائرة السعودية شهرة وتحقيق للإنجازات والبطولات على المستوى المحلي والخليجي والعربي والآسيوي، كما يُعتبر النادي السعودي الوحيد الذي استطاع تحقيق البطولة الآسيوية للأندية أبطال الدوري في عام 1998م المقامة بالعاصمة اللبنانية بيروت 

## الإنجازات والبطولات
- على المستوى المحلي
- الدوري السعودي الممتاز لكرة الطائرة البطل 19 مرة أعوام: 1981، 1993، 1995، 1996، 1997، 2003، 2004، 2005، 2006، 2009، 2010، 2011، 2012، 2016، 2017، 2018، 2019، 2021، 2024.
- كأس الاتحاد السعودي لكرة الطائرة البطل 15 مرة أعوام: 1980، 1984، 1987، 1994، 1996، 1997، 1998، 1999، 2000، 2003، 2007، 2009، 2018، 2019، 2022.
- كأس النخبة السعودية لكرة الطائرة البطل 15 مرة أعوام: 1999، 2002، 2003، 2004، 2006، 2007، 2008، 2009، 2010، 2012، 2015، 2017، 2018، 2019، 2020.
- بطولة المملكة لكرة الطائرة البطل 5 مرات أعوام: 1959، 1968، 1969، 1973، 1977
- دورة الألعاب السعودية بمنافسات كرة الطائرة للرجال البطل 2 مرتين أعوام: 2023، 2024.
- على المستوى الخارجي:
- البطولة الآسيوية للأندية لكرة الطائرة البطل مرة واحدة عام: 1998
- الوصيف مرتين أعوام: 2007، 2009
- البطولة العربية للأندية لكرة الطائرة البطل 4 مرات أعوام: 1996، 1997، 2009، 2011
- البطولة الخليجية لكرة الطائرة البطل 4 مرات أعوام: 2003، 2006، 2007، 2013

## اللقب
يلقب الإعلام الرياضي السعودي فريق الهلال لكرة الطائرة باسم الأباتشي نسبةً للطائرة المروحية الحربية المعروفة الأباتشي.

## أبرز اللاعبين في تاريخ فريق طائرة الهلال
- من اللاعبين السعوديين من الجيل الحديث: أحمد البخيت وياسر المكاوني ويوسف فلاتة وفهد الحريشي ويحيى حنش وشريف الخليفة ومنير أبو الرحى ونايف البوحسون ومسفر البيشي وإبراهيم المسلم وخليل حجي وأحمد الجمعان وبعض هؤلاء اللاعبين السعوديين الهلاليين خاض تجارب احترافية خارج السعودية في البحرين وقطر والكويت ويعتبر أحمد البخيت أحد أبرز اللاعبين في تاريخ طائرة الهلال بشكل خاص والطائرة السعودية بشكل عام.
- من اللاعبين السعوديين من الجيل السابق: معتوق السليم وفهد الطويل وفهد بن عبد الله الطويل ، خالد العمار ، عبدالعزيز القميزي ، فهد الحريشي ، عبدالحميد العوام ، خالد الرشيد وأحمد العباد
- من اللاعبين غير السعوديين: علي علي (بحريني) ومبارك عيد (قطري)